# Actiniídeos
Actiniídeos (Actiniidae) é uma família de cnidários antozoários da infraordem Thenaria, subordem Nyantheae (Actiniaria).

## Géneros
- Actinia (Linnaeus, 1758)
- Actiniogeton (Carlgren, 1938)
- Anemonia (Risso, 1826)
- Antheopsis (Simon, 1892)
- Anthopleura (Duchassaing de Fonbressin & Michelotti, 1860)
- Anthostella (Carlgren, 1938)
- Aulactinia (Verrill, 1864)
- Bolocera (Gosse, 1860)
- Boloceropsis (McMurrich, 1904)
- Bunodactis (Verrill, 1869)
- Bunodosoma (Verrill, 1899)
- Cladactella (Verrill, 1928)
- Cnidopus (Carlgren, 1934)
- Condylactis (Duchassaing de Fombressin & Michelotti, 1864)
- Cribrina (Ehrenberg, 1834)
- Cribrinopsis (Carlgren, 1921)
- Dofleinia (Wassilieff, 1908)
- Epiactis (Verrill, 1869)
- Glyphoperidium (Roule, 1909)
- Glyphostylum (Roule, 1909)
- Gyractis (Boveri, 1893)
- Gyrostoma (Kwietniewski, 1897)
- Isactinia (Carlgren, 1900)
- Isanemonia (Carlgren, 1950)
- Isantheopsis (Carlgren, 1942)
- Isoaulactinia (Belém et al., 1996)
- Isocradactis (Carlgren, 1924)
- Isosicyonis (Carlgren, 1927)
- Isotealia (Carlgren, 1899)
- Korsaranthus (Riemann-Zürneck, 1999)
- Leipsiceras (Stephenson, 1918)
- Macrodactyla (Haddon, 1898)
- Mesactinia (England, 1987)
- Myonanthus (McMurrich, 1893)
- Neocondylactis (England, 1987)
- Neoparacondylactis (Zamponi, 1974)
- Oulactis (Milne-Edwards & Haime, 1851)
- Parabunodactis (Carlgren, 1928)
- Paracondylactis (Carlgren, 1934)
- Paranemonia (Carlgren, 1900)
- Parantheopsis (McMurrich, 1904)
- Paratealia (Mathew & Kurian, 1979)
- Phialoba (Carlgren, 1949)
- Phlyctenactis (Stuckey, 1909)
- Phlyctenanthus (Carlgren, 1949)
- Phyllactis (Milne-Edwards & Haime, 1851)
- Phymactis (Milne-Edwards, 1857)
- Pseudactinia (Carlgren, 1928)
- Spheractis (England, 1992)
- Stylobates (Dall, 1903)
- Synantheopsis (England, 1992)
- Tealia (Gosse, 1858)
- Tealianthus (Carlgren, 1927)
- Telactinia (England, 1987)
- Urticina (Ehrenberg, 1834)
- Urticinopsis (Carlgren, 1927)